# Graciela Aranis
Graciela Aranis, parfois Graciela Aranis-Valivia ou Graciela Aranis-Brignoni, née à Santiago le 6 octobre 1908 et morte à Berne le 12 décembre 1996, est une peintre et dessinatrice chilienne.

## Biographie
Élève de Ricardo Richon Brunet, María Aranis et Juan Francisco González à l’École des Beaux-Arts de l'Université du Chili puis d'André Lhote et de Marcel-Lenoir à l'Académie scandinave, elle participe en 1922, 1923, 1924, 1927, 1928, 1929 et 1939 au Salon de Santiago, à l'Exposition ibéro-américaine de 1929, à la Biennale de São Paulo de 1953, à l'exposition La mujer en el arte (La Femme dans l'art) du Musée national des beaux-arts du Chili en 1975 et à diverses expositions en Suisse, aux États-Unis, en France et au Brésil.
Membre du Grupo Montparnasse, elle expose au Salon des Tuileries le Portrait de Mlle Elsa qui est remarqué.
Elle épouse en 1935 le peintre Serge Brignoni.